# Valtos Leptokaryas
An der Fundstelle Valtos Leptokaryas (griechisch Βάλτος Λεπτοκαρυάς, „Sumpf von Leptokarya“) wurden Siedlungsreste aus verschiedenen Epochen der Bronzezeit und der Christenheit entdeckt. Der Ort war über Jahrhunderte bewohnt.

## Lage
Die Ausgrabungsstätte befindet sich östlich der Autobahn Athen-Thessaloniki, nördlich der Ortschaft Leptokarya, in der Nähe der Bahnlinie Athen-Thessaloniki; sie liegt zwischen 5 und 13 Metern über dem Meeresspiegel.

## Grabungsgeschichte
Durch einen Einsturz der Gleistrasse bei Arbeiten zur Untertunnelung der Gleisanlage wurden Teile einer Siedlung entdeckt. Die Grabungsarbeiten begannen im Jahr 2000, wurden dann aber unterbrochen. Erst im März 2006 wurden die Ausgrabungen, finanziert von der Entwicklungs- und Baugesellschaft ERGOSE der griechischen Eisenbahngesellschaft OSE, in der Umgebung des ursprünglichen Fundorts wieder aufgenommen. Maschinen hatten einen Teil der ursprünglichen Ansiedlungen zerstört. Die Arbeiten wurden Ende 2006 beendet. Es wurden Spuren von Siedlungen aus drei verschiedenen Epochen gefunden. Auf einer Schicht von Überresten aus möglicherweise neolithischer Zeit (vermutet, aber archäologisch nicht bestätigt) fand man Gräber, viele bewegliche Artefakte, die Fundamente von Bauten und Mauerreste. Zur Altersbestimmung der Funde der verschiedenen Lagen wurde unter anderem die C14-Radiokarbondatierung angewandt.
Die Ausgrabungsstätte wird chronologisch unterteilt in:
- Valtos 1: 1300 bis 1100 v. Chr.
- Valtos 2: 1670 bis 1505 v. Chr.
- Valtos 3: 1930 bis 1745 v. Chr.
- Valtos 4: eine unter Valtos 1 bis 3 liegende neolithische Bebauung, die jedoch unbestätigt ist

Der Fund von Teilen einer die Ansiedlung umgebenden Mauer ließ auf ein organisiertes Gemeinwesen schließen. Warum die Siedlung verlassen wurde, ist unklar, allerdings fanden Archäologen eine Destruktionsschicht, die von einem Feuer herrührt.

## Gräber
Neben einfachen Gruben wurden auch Hügelgräber freigelegt. Das größte Grab hatte einen Durchmesser von 5,80 Metern und eine Höhe von 90 Zentimetern. In ihm waren mehrere Personen begraben worden, es wurde von Maschinen und Wasser teilweise zerstört. Das zweitgrößte Grab hat einen Durchmesser von 2,90 Metern.

## Funde
Der Leichnam einer Frau war mit Ohrringen geschmückt, die aus einem goldenen Streifen bestehen, die eine kupfernen Spirale umschließen. Die Frau trug eine Halskette, auf die goldene, bronzene, gläserne und steinerne Schmuckelemente aufgezogen waren. Neben Schmuck waren den Toten Tongefäße und andere Gegenstände in ihre Gräber beigegeben worden.
Neben steinernen Werkzeugen wurden viele Tongefäße ans Licht gebracht. Die meisten davon waren mit den Händen geformt, wenige zeigten Anzeichen, dass sie mit Hilfe einer Töpferscheibe gefertigt worden waren. Nur eine Minderzahl war bemalt, glänzend lasiert oder auf eine andere Weise verziert. Weitere Tonwaren waren Gewichte, die zum Fischen oder für Webarbeiten verwendet worden waren. Aus Knochen waren Haken und Messergriffe gefertigt. Seltener wurden bronzene Werkzeuge wie Nadeln oder Äxte freigelegt.